# Alin Stoica
Alin Adrian Stoica (Bucarest, 10 dicembre 1979) è un ex calciatore rumeno, di ruolo centrocampista.

## Biografia
È figlio dell'ex calciatore Tudorel Stoica.

## Statistiche

### Cronologia presenze e reti in nazionale
| Cronologia completa delle presenze e delle reti in nazionale ― Romania | Cronologia completa delle presenze e delle reti in nazionale ― Romania | Cronologia completa delle presenze e delle reti in nazionale ― Romania | Cronologia completa delle presenze e delle reti in nazionale ― Romania | Cronologia completa delle presenze e delle reti in nazionale ― Romania | Cronologia completa delle presenze e delle reti in nazionale ― Romania | Cronologia completa delle presenze e delle reti in nazionale ― Romania | Cronologia completa delle presenze e delle reti in nazionale ― Romania |
| Data                                                                   | Città                                                                  | In casa                                                                | Risultato                                                              | Ospiti                                                                 | Competizione                                                           | Reti                                                                   | Note                                                                   |
| ---------------------------------------------------------------------- | ---------------------------------------------------------------------- | ---------------------------------------------------------------------- | ---------------------------------------------------------------------- | ---------------------------------------------------------------------- | ---------------------------------------------------------------------- | ---------------------------------------------------------------------- | ---------------------------------------------------------------------- |
| 18-3-1998                                                              | Bucarest                                                               | Romania                                                                | 0 – 1                                                                  | Israele                                                                | Amichevole                                                             | -                                                                      | 73’                                                                    |
| 8-4-1998                                                               | Bucarest                                                               | Romania                                                                | 2 – 1                                                                  | Grecia                                                                 | Amichevole                                                             | -                                                                      | 23’ 68’                                                                |
| 15-11-2000                                                             | Bucarest                                                               | Romania                                                                | 2 – 1                                                                  | Jugoslavia                                                             | Amichevole                                                             | -                                                                      | 78’                                                                    |
| 28-2-2001                                                              | Nicosia                                                                | Romania                                                                | 3 – 0                                                                  | Lituania                                                               | Torneo di Cipro 2001 - Finale                                          | -                                                                      |                                                                        |
| 28-3-2001                                                              | Tbilisi                                                                | Georgia                                                                | 0 – 2                                                                  | Romania                                                                | Qual. Mondiali 2002                                                    | -                                                                      | 87’                                                                    |
| 25-4-2001                                                              | Ploiești                                                               | Romania                                                                | 0 – 0                                                                  | Slovacchia                                                             | Amichevole                                                             | -                                                                      | 59’                                                                    |
| 27-3-2002                                                              | Costanza                                                               | Romania                                                                | 4 – 1                                                                  | Ucraina                                                                | Amichevole                                                             | -                                                                      | 77’                                                                    |
| 12-2-2003                                                              | Larnaca                                                                | Romania                                                                | 2 – 1                                                                  | Slovacchia                                                             | Torneo di Cipro 2003 - Semifinale                                      | -                                                                      |                                                                        |
| 30-4-2003                                                              | Kaunas                                                                 | Lituania                                                               | 0 – 1                                                                  | Romania                                                                | Amichevole                                                             | -                                                                      | 77’                                                                    |
| 11-6-2003                                                              | Oslo                                                                   | Norvegia                                                               | 1 – 1                                                                  | Romania                                                                | Qual. Euro 2004                                                        | -                                                                      | 46’                                                                    |
| 20-8-2003                                                              | Larnaca                                                                | Ucraina                                                                | 0 – 2                                                                  | Romania                                                                | Amichevole                                                             | -                                                                      | 46’                                                                    |
| 6-9-2003                                                               | Ploiești                                                               | Romania                                                                | 4 – 0                                                                  | Lussemburgo                                                            | Qual. Euro 2004                                                        | -                                                                      | 76’                                                                    |
| Totale                                                                 |                                                                        | Presenze                                                               | 12                                                                     |                                                                        | Reti                                                                   | 0                                                                      |                                                                        |

## Palmarès

### Club

#### Competizioni nazionali
- Campionato rumeno: 1

Steaua Bucarest: 1995-1996
- Coppa di Romania: 1

Steaua Bucarest: 1995-1996
- Campionato belga: 3

Anderlecht: 1999-2000, 2000-2001
Club Bruges: 2002-2003
- Coppa di Lega belga: 1

Anderlecht: 2000-2001
- Supercoppa belga: 3

Anderlecht: 2000, 2001
Club Bruges: 2003
- Coppa del Belgio: 1

Club Bruges: 2003-2004

### Individuale
- Miglior giovane del campionato belga: 1

2001